# Nikola Dimitrov (Künstler)
Nikola Dimitrov (* 1961 in Mettlach) ist ein deutscher Maler und Musiker.

## Leben
Nikola Dimitrov studierte von 1979 bis 1988 an der Hochschule für Musik Saar mit dem Abschluss der Konzertreife als Pianist, parallel beschäftigte er sich mit verschiedenen malerischen Ausdrucksformen. Aus dem Ansatz der Musik als inspirierende Quelle entwickelt er seit 1993 seine Bilder, die in zahlreichen Einzel- und Gruppenausstellungen gezeigt werden. Nikola Dimitrov lebt und arbeitet in Heusweiler bei Saarbrücken und in Köln.

## Werk
Die künstlerische Entwicklung im Spannungsfeld zwischen Musik und Malerei drückt sich in den Bildern von Nikola Dimitrov erstmals 1993 aus. Diese frühen Arbeiten waren zunächst informell geprägt. In den Jahren 2005/06 finden sich erste Ansätze der Konkreten Malerei, die sich in den darauffolgenden Jahren hin zu rhythmisierten Strichreihungen entwickelten. Seitdem arbeitet er mit verschiedenen reduzierten Strichelementen, die in einer eigenen Formensprache auf Takt, Rhythmus, Modulation und Variation basieren.

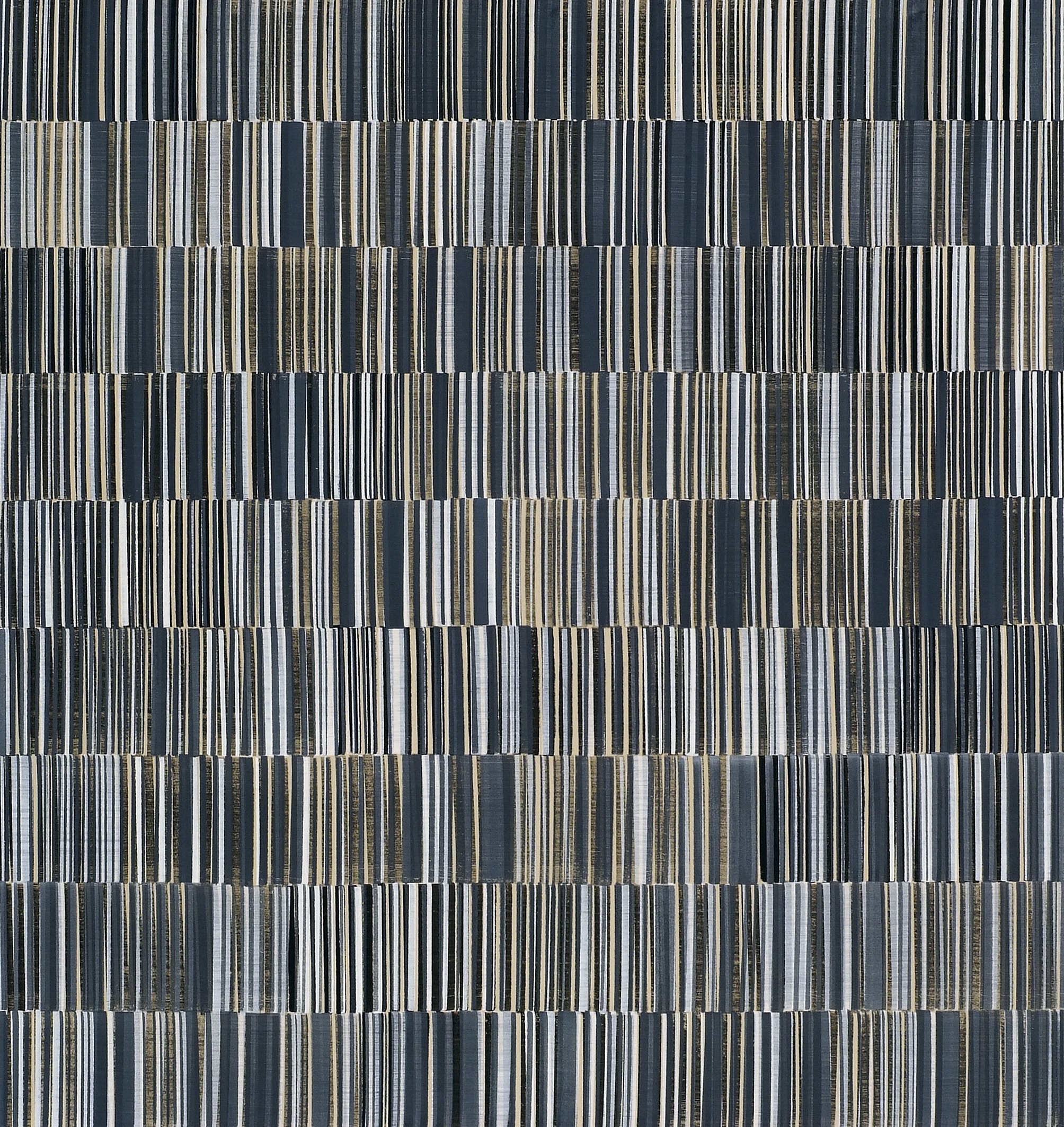
Nikola Dimitrov, KlangRaum I, 2013, Pigmente, Bindemittel, Lösungsmittel auf Leinwand, 180 × 170 cm
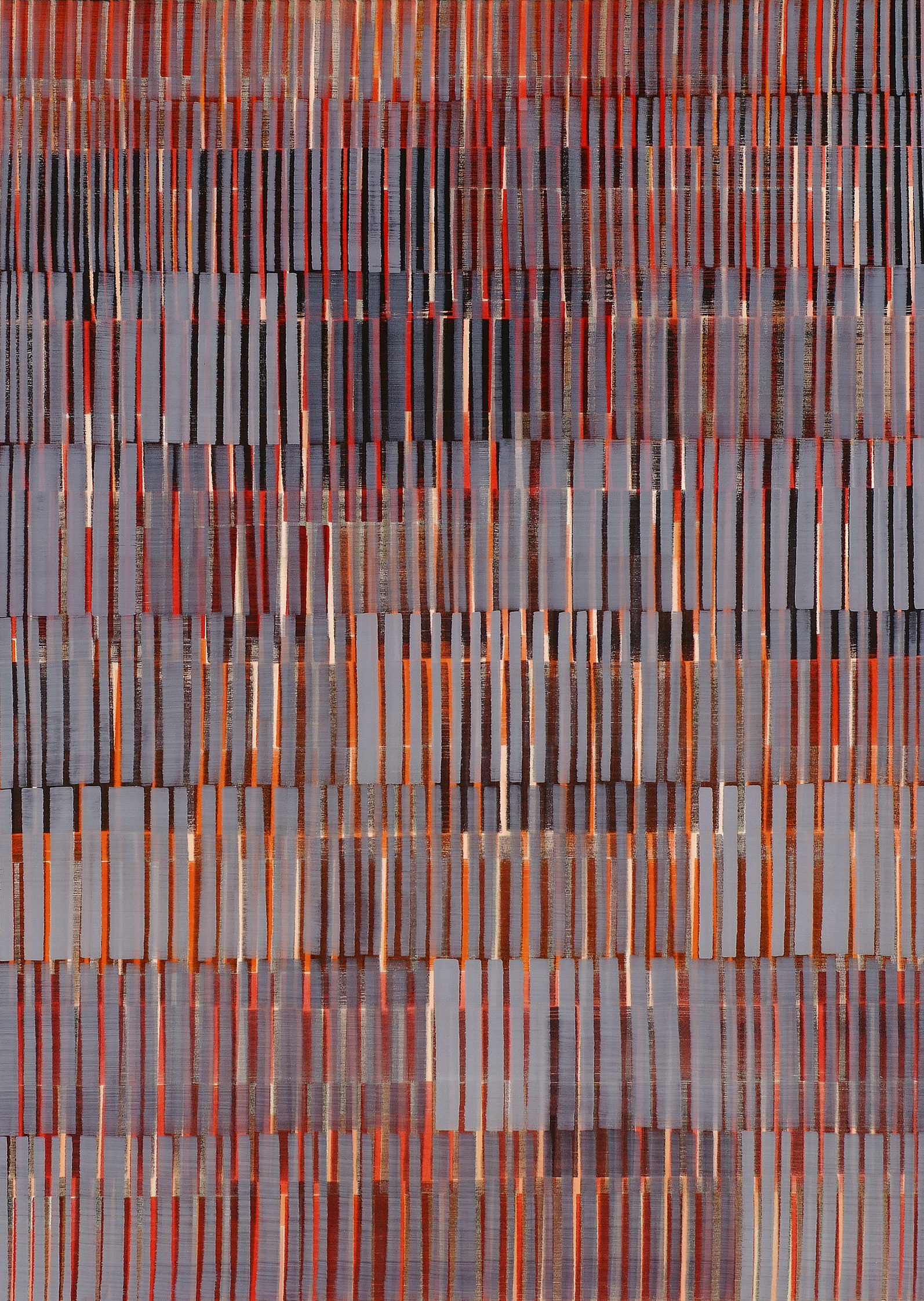
Nikola Dimitrov, Komposition II, 2012, Pigmente, Bindemittel, Lösungsmittel auf Leinwand, 190 × 135 cm
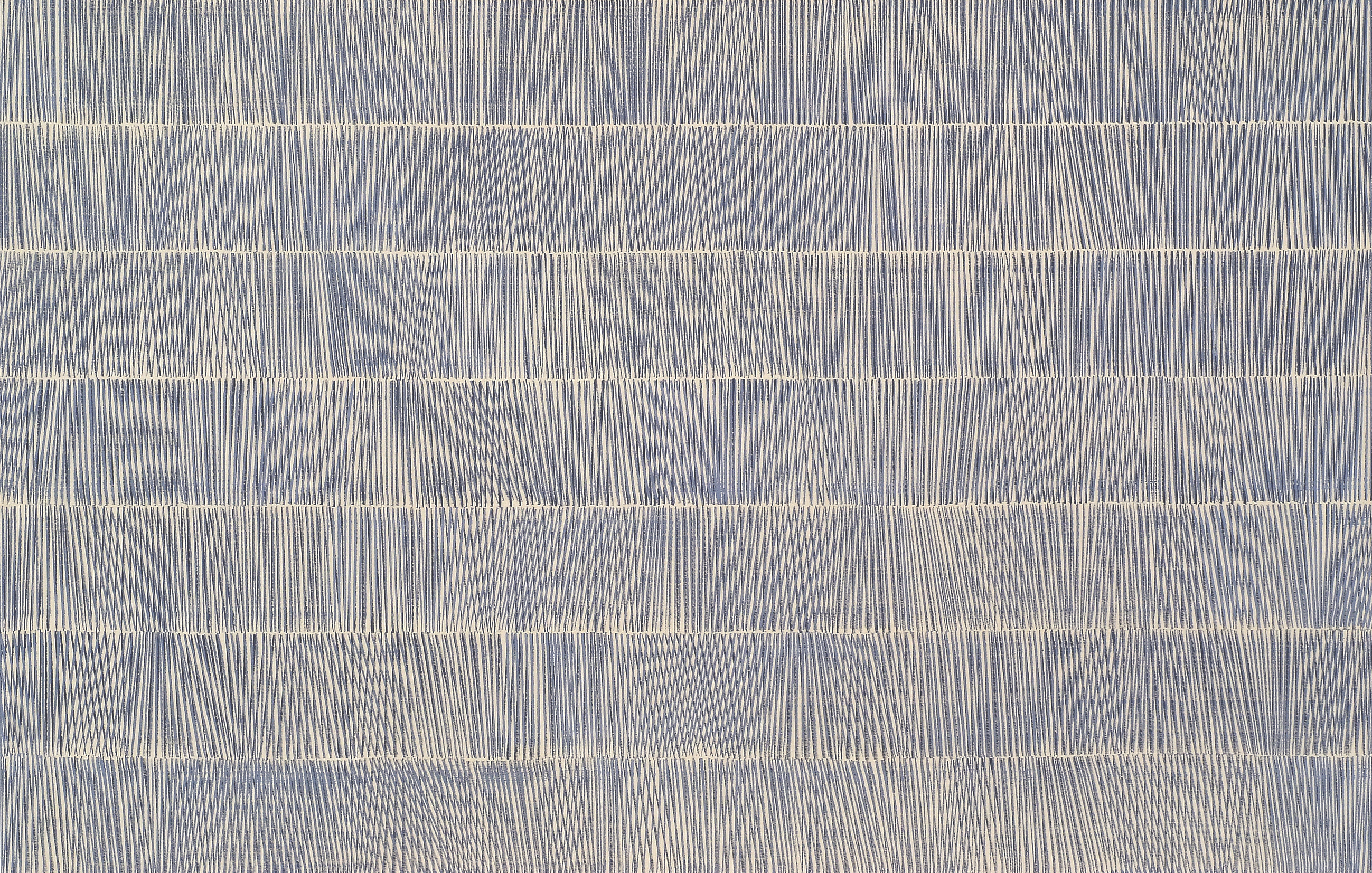
Nikola Dimitrov, Nocturne III, 2012, Pigmente, Bindemittel, Lösungsmittel auf Leinwand, 140 × 220 cm
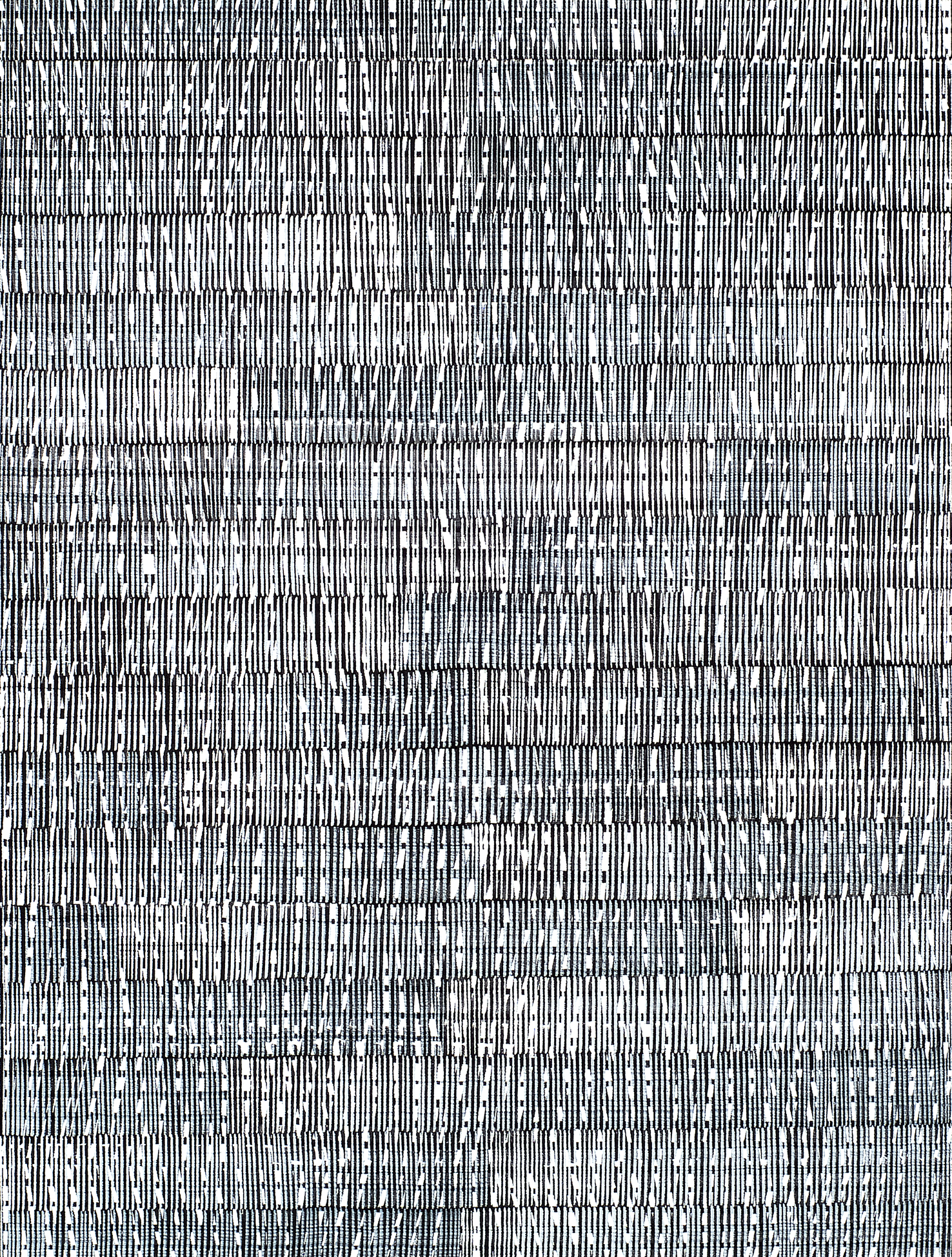
Nikola Dimitrov, Komposition IV, 2014, Pigmente, Bindemittel, Lösungsmittel auf Leinwand, 165 × 125 cm

## Einzelausstellungen (Auswahl)
- 2000/02: Völklinger Plätze Kunst. Projektauftrag der Stadt Völklingen[1], Völklingen
- 2003: Pierrot Lunaire. Galerie Monika Beck[2], Homburg / Saar
- 2004: Die Sieben Todsünden. Wintringer KulturOrt/Saar[3]
- 2004: Immanenz und Transzendenz. Städtische Galerie Blieskastel Orangerie[4], Blieskastel/Saar
- 2005: Metamorphosen I Medieninstallation. galerie m beck[5], Homburg/Saar
- 2008: Klang und Rhythmus. Galerie Ulf Larsson[6], Köln
- 2010: Synapsen. Galerie Stracke[7], Köln
- 2012: Rhythmen. Galerie im KuBa[8], Saarbrücken
- 2013: Verklärte Nacht. Galerie Abbühl[9], Solothurn (CH)
- 2013: FarbRäume. Landtag des Saarlandes[10], Saarbrücken
- 2013: Bilderzyklus Winterreise. Galerie Andreae[11], Bonn
- 2013: KlangRäume. Galerie Fetzer[12], Sontheim an der Brenz
- 2014: FarbRhythmen. Galerie Wesner[13], Konstanz
- 2016: Reflexion. Galerie Fetzer[14], Sontheim an der Brenz (K)
- 2016: respiration. Galerie Abbühl[15], Solothurn (CH)
- 2021: Nikola Dimitrov - Aria. Galerie Fetzer[16], Sontheim an der Brenz (K)
- 2021: Nikola Dimitrov - Farbklänge. Galería Roy[17], Felanitx, Mallorca (ES)
- 2023: Farbklänge. Galeria Roy[18], Felanitx, Mallorca (ES)

## Ausstellungsbeteiligungen (Auswahl)
- 2000: Kunst-Szene Saar. Visionen 2000. Museum St. Wendel[19]
- 2006: Alles Fußball – oder was? Saarländische Künstler und ihre Fußballversionen. Museum St. Wendel[20]
- 2010: Konkrete Positionen. Galerie Ursula Huber[21], Basel (CH)
- 2011: Nikola Dimitrow - Martin Willing. Galerie Hoffmann[22], Friedberg
- 2012: Idee Konkret. Galerie Andreae[23], Bonn
- 2013: Skulptur und Malerei. Galerie am Lindenplatz[24], Vaduz (LI)
- 2013: SaarART 2013. Landeskunstausstellung in der Stadtgalerie Saarbrücken[25], Saarbrücken
- 2014: Imperatyw tworzenia. Galerie XX1[26], Warschau (PL)
- 2014: Relational Geometry. Dzialan Gallery[27], Warschau (PL)
- 2015: Museum Mazovian Centre of Contemporary Art „Elektrownia“[28], Radom (PL)
- 2015: Verein für aktuelle Kunst/Ruhrgebiet e.V.[29], Oberhausen
- 2015: Konkret. Ostrowiec BWA Gallery, Ostrowiec Œwiêtokrzyski (PL) in collaboration with the National Museum in Kielce (PL)[30]
- 2016: Städtische Galerie Meno Forma[31], Kaunas (LT)
- 2016: Ausstellungshalle Am Hawerkamp 31[32], Münster
- 2016: Kunstmuseum Gelsenkirchen[33]
- 2017: The Planet Is Blue, Galerie Judith Andreae[34], Bonn
- 2017: BildKlang KlangBild. Kunstverein Unna[35]
- 2017: Different Echoes. Museum St. Wendel[36]
- 2018: A Gesture of Friendship. Bozena Kowalska's Collection. mia Art Gallery[37], Breslau (PL)
- 2018: Konkrete Verwandlungen. Galerie Am Lindenplatz[38], Vaduz (LIE)
- 2019: Different Echoes. Lá Art Museum[39], Hveragerdi (IS)
- 2019: Osthaus Museum Hagen[40]
- 2019: Different Echoes. Meštrovic-Pavillon der HDLU[41], Zagreb (HRV)
- 2019: Different Echoes. Künstlerhaus Sootbörn[42], Hamburg
- 2020: HEART - 100 ARTISTS. 1 MISSION. Berlinische Galerie[43], Berlin Germany
- 2020: HEART - 100 ARTISTS. 1 MISSION. Hamburger Kunsthalle[44], Hamburg
- 2020: Dreiklang. Galerie Fetzer[45], Sontheim an der Brenz
- 2020: HEART - 100 ARTISTS. 1 MISSION. Kunstmuseum Bonn[46], Bonn
- 2020: Nikola Dimitrov - Norbert Thomas - Martin Willing. Kunstraum Villa Friede[47], Bonn (K)
- 2020: Revivals. Galerie Christoph Abbühl[48], Solothurn (CH)
- 2020: Revivals. Kunstforum Solothurn[49], Solothurn (CH)
- 2020: BildKlang / KlangBild. Galerie G[50], Freiburg
- 2021: Galeria Sztuki Wspólczesnej BWA[51], Katowice (PL) (K)
- 2022: Different Echoes. Museum Kolvenburg[52], Billerbeck (K)
- 2022: Connection concrete. Syker Vorwerk[53], Bremen (K)
- 2022: Sammlung Böhm / Konkrete Kunst aus Mitteleuropa. Schloss Königshain[54]
- 2022: Walk In And Wonder - Konkrete Kunst in der Walkmühle. Künstlerverein Walkmühle e.V.[55], Wiesbaden
- 2023: Fundus. Galerie Abbühl[56], Solothurn (CH)
- 2023: Balance Timbre Composition. Taicang Art Museum[57], Taicang City (CHN)
- 2023: Sammlung Böhm / Konkrete Kunst aus Mitteleuropa. Vasarely Museum[58], Budapest (HUN)
- 2023: Contemporary Drawing And Printmaking Art III. FUGA - Budapest Center of Architecture Budapest (HUN)[59]
- 2023: Innovation in Contemporary Art. Vasarely Museum[60], Budapest (HUN)
- 2023: The Journey of Metaphysics - Contemporary Art from China & Germany. Di Yuan Art Gallery Jiaxing[61], Zhejiang (CHN)
- 2024: geschichtet - gestapelt. Galerie Werner Wohlhüter[62], Leiberthingen/Thalheim
- 2024: Himmlische Geometrie, Sammlung Böhm. Galerie des Museums der Benediktinerabtei in der Abtei Tihany[63], Tihany (HUN)